# Weltmeisterschaften im Trampolinturnen 1967
Die 4. Turn-Weltmeisterschaften im Trampolinturnen fanden am 17. Juni 1967 im Crystal Palace National Sports Centre in London, Vereinigtes Königreich statt.

## Ergebnisse

### Männer Einzel
| Rang | Land                   | Turner           |
| ---- | ---------------------- | ---------------- |
|      | Vereinigte Staaten     | David Jacobs     |
|      | Vereinigtes Königreich | David Curtis     |
|      | Vereinigtes Königreich | Michael Williams |

### Synchron Männer
| Rang | Land        | Turner                      |
| ---- | ----------- | --------------------------- |
|      | Deutschland | Kurt Treiter Hartmut Riehle |
|      | Schweiz     | Kurt Hohener Rolf Maurer    |
|      | Südafrika   | Ian McNaughton Ron Abbott   |

### Damen Einzel
| Rank | Land               | Turnerin        |
| ---- | ------------------ | --------------- |
|      | Vereinigte Staaten | Judy Wills      |
|      | Vereinigte Staaten | Nancy Smith     |
|      | Südafrika          | Chariot Parietz |

### Synchron Damen
| Rang | Land                   | Turner                  |
| ---- | ---------------------- | ----------------------- |
|      | Vereinigte Staaten     | Nancy Smith Judy Wills  |
|      | Deutschland            | Maria Jarosch Ute Czech |
|      | Vereinigtes Königreich | Wendy Coulton Sue Vine  |

### Medaillenspiegel
| Rang | Nation                 | Gold | Silber | Bronze | Gesamt |
| ---- | ---------------------- | ---- | ------ | ------ | ------ |
| 1    | Vereinigte Staaten     | 3    | 1      | -      | 4      |
| 2    | Deutschland            | 1    | 1      | -      | 5      |
| 3    | Vereinigtes Königreich | -    | 1      | 2      | 3      |
| 4    | Schweiz                | -    | 1      | -      | 1      |
| 5    | Südafrika              | -    | -      | 2      | 2      |